# 茹奇基夫齊
49°20′51″N 26°35′27″E / 49.34750°N 26.59083°E
茹奇基夫齊（烏克蘭語：Жучківці）是位於烏克蘭西部的村莊，由赫梅利尼茨基州裡赫梅利尼茨基區的近衛軍村市鎮負責管轄。該村面積0.18平方公里，海拔高度301米，人口400，人口密度每平方公里3,318.4人。